# Trahie !
Pour plus de détails, voir Fiche technique et Distribution.
Trahie ! est un téléfilm franco-belge réalisé par Charlotte Brändström en 2009 et diffusé le 27 février 2010 sur La Une et le 6 mai 2010 sur TF1.

## Synopsis
Un couple, Louise et Paul, passent quelques jours de vacances dans le Sud de la France.
Enceinte de quelques mois, Louise est heureuse de ces quelques jours de calme en compagnie de l'homme qu'elle aime.
Mais  le lendemain de leur arrivée, Paul disparaît subitement. Affolée, la jeune femme alerte la police qui lui révèle que son compagnon est un ex braqueur recherché pour meurtre.
La police est persuadée que Louise sait où Paul se cache et la harcèle. De plus, les anciens complices de Paul refont surface et la menacent.
Elle réalise alors qu'elle ne connaît rien de l'homme qui partage sa vie…

## Fiche technique
- Réalisateur : Charlotte Brändström
- Scénario : Christine Miller et Isabel Sebastian
- Genre : Policier
- Durée : 99 minutes
- Date de diffusion : 27 février 2010 sur La Une

## Distribution
- Cristiana Reali : Louise Arden
- Vincent Perez : Paul / Antonio Da Costa
- Cyril Lecomte : Commissaire Lannier
- Valeria Cavalli : Maria Pozzo
- Franck Adrien : Capitaine Agostini
- Loïc Houdré : Lucas
- Arnaud Giovaninetti : Matéo Panelli
- Jean-Louis Tribes : Enzo Panelli
- Géraldine Loup : Lieutenant Inès
- Patrick Médioni : Le chauffeur de Lucas
- Alice Pol : Laura
- Vince Castello et Julien Masdoua : Les gardes du corps
- Vincent Haquin : Le prisonnier
- Xavier-Adrien Laurent : Alex
- Bernard Llopis : Le gardien de prison
- Jean-François Malet : Le conducteur de tramway